# Bromsgrove
Bromsgrove er en engelsk by i det nordøstlige Worcestershire og tillhører regionen West Midlands. Byen har 30.184 indbyggere (2005) og er en klassisk, engelsk soveby, hvor mange af indbyggerne arbejder i de nærliggende byer Birmingham, Redditch og Worcester.